# پکمزجی (مرزیفون)
پکمزجی (به ترکی استانبولی: Pekmezci) یک منطقهٔ مسکونی در ترکیه است که در مرزیفون واقع شده‌است.